# Красный сельский совет (Запорожская область)
Красный сельский совет (укр. Червона сільська рада) — входит в состав
Васильевского района
Запорожской области
Украины.
Административный центр сельского совета находится в 
с. Великая Белозёрка.

## История
- 1943 — дата образования.

## Населённые пункты совета
- с. Великая Белозёрка